# Yemima
Yemima (hebräisch: יְמִימָה) ist ein weiblicher Vorname.

## Herkunft und Bedeutung
Der Name Yemima ist die englische bzw. internationale Transkription des hebräischen Namens יְמִימָה jəmimāh, jəmîmâ und bedeutet „Taube“. Im englischen Sprachraum wird in dieser Schreibweise lediglich der hebräische Name transkribiert. Als englischer Name ist wie im Deutschen die Schreibweise Jemima üblich.

## Bekannte Namensträgerinnen
- Yemima Avidar-Tchernovitz (1909–1998), israelische Kinderbuchautorin